# Basílica de Santa María en Cosmedin
Santa María en Cosmedin (en italiano Santa Maria in Cosmedin o de Schola Graeca) es una basílica de Roma (Italia) ubicada en el rione de Ripa. Es oficiada por la iglesia greco-católica melquita. Existe un título cardenalicio con este mismo nombre.

## Historia

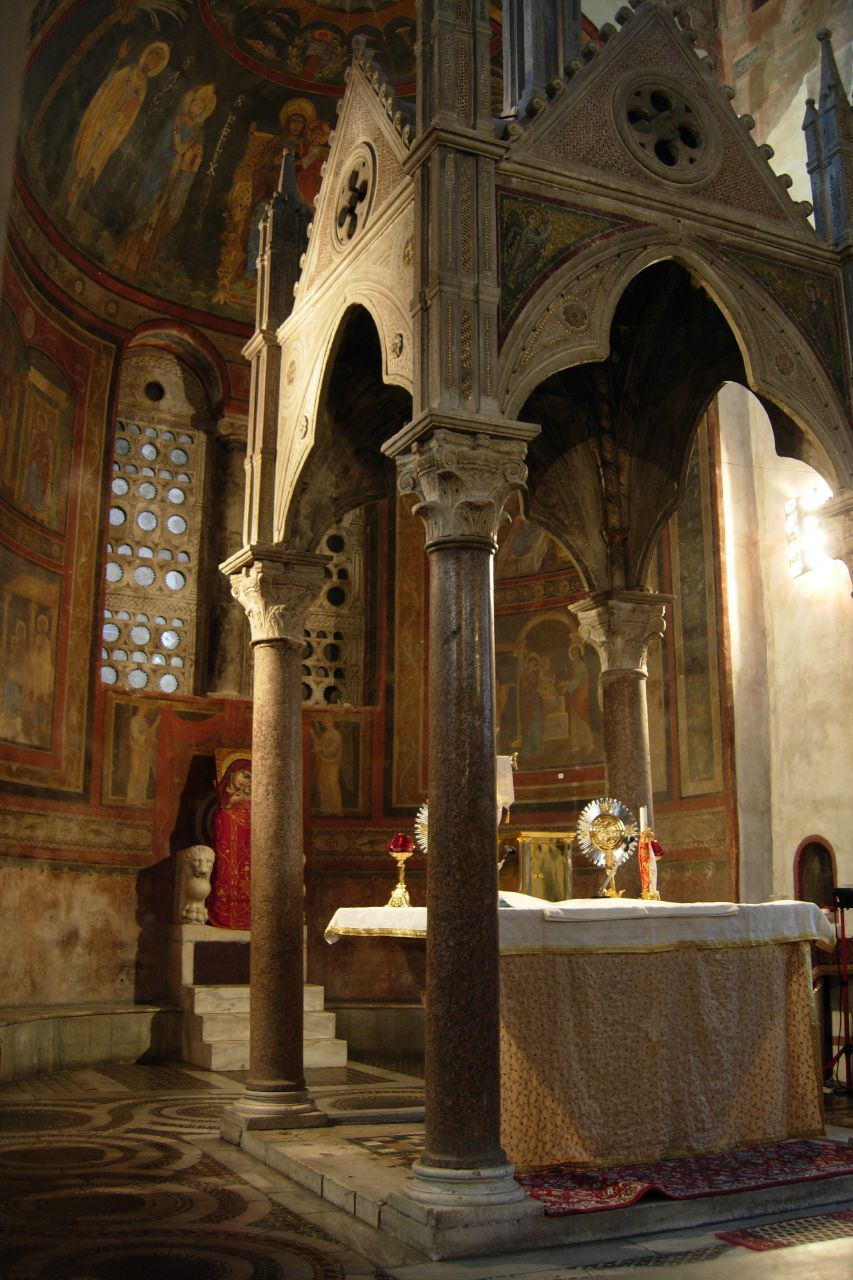
Detalle del interior, suelo estilo cosmatesco y baldaquino sobre el altar mayor.

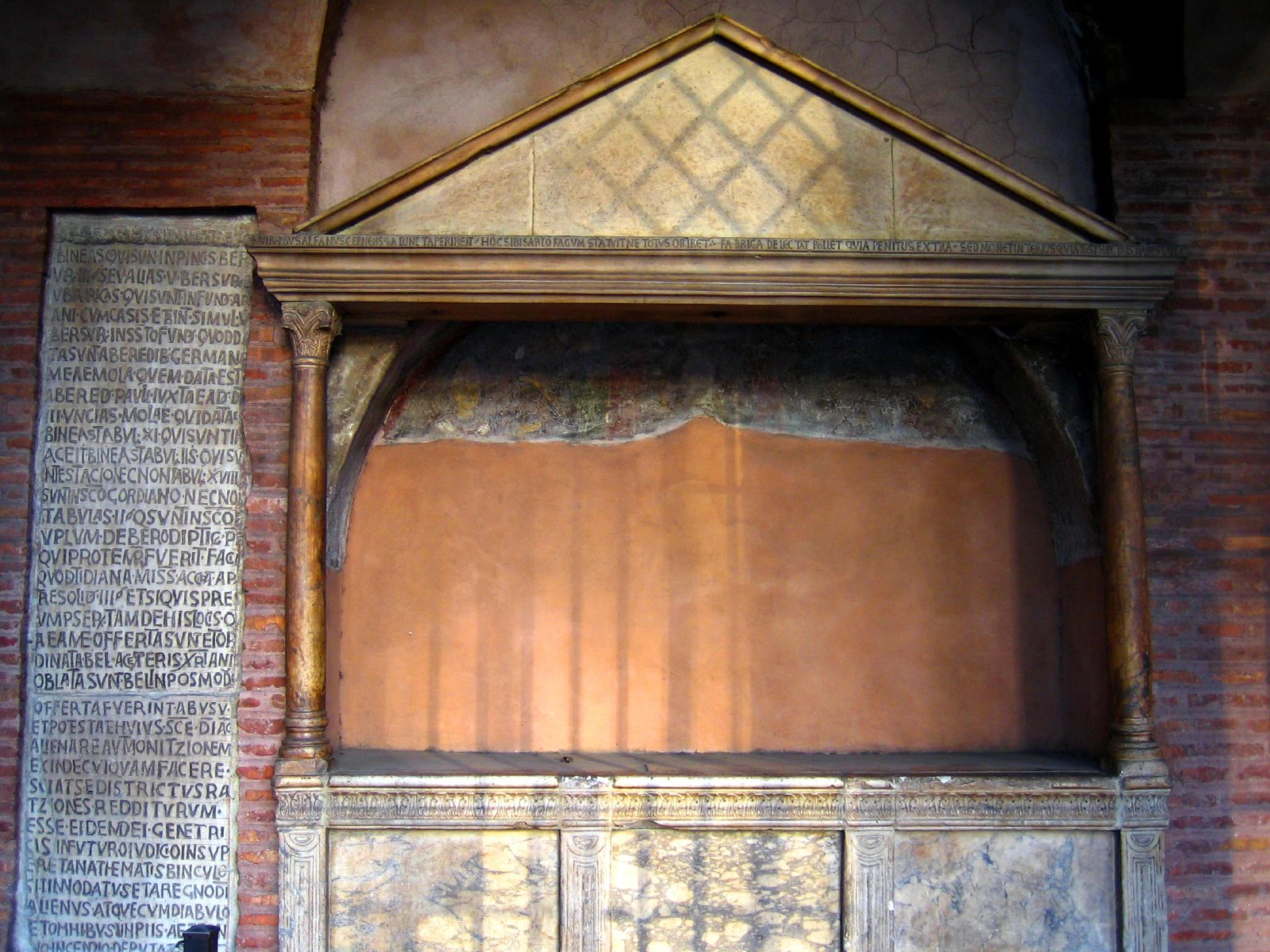
Tumba de Alfano, vir probus (hombre probo), dentro de la iglesia.

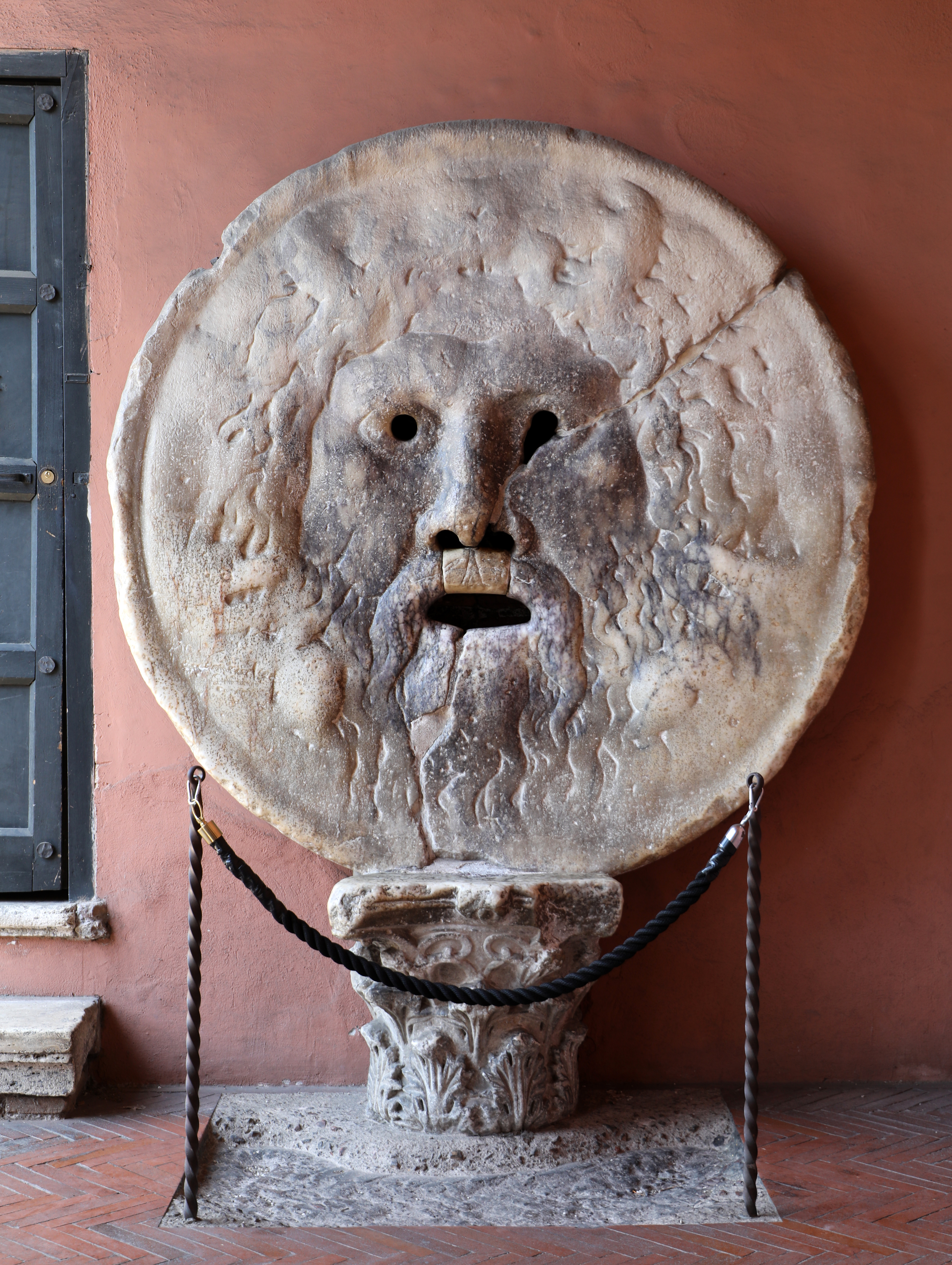
La Boca de la Verdad

La iglesia se construyó en el siglo VI sobre los restos del Templum Herculis Pompeiani en el Foro Boario y de las Statio annonae, uno de los centros de distribución de comida de la antigua Roma (otro se encontraba en el teatro de Balbo). Un diaconado era un lugar donde las distribuciones de caridad se entregaban a los pobres, y parece que semejante institución se habría construido cerca de la annona romana.
Puesto que se encontraba ubicada cerca de muchas estructuras bizantinas, en el siglo VII esta iglesia recibió el nombre de de Schola Graeca, y una calle cercana aún se llama della Greca. Los monjes griegos que escapaban de las persecuciones iconoclastas decoraron la iglesia alrededor del año 782, cuando el papa Adriano I promovió su reconstrucción; la iglesia se construyó con tres naves y un pórtico. Debido a su belleza, la iglesia recibió el adjetivo cosmedin (del griego kosmidion), bello. Una sacristía y un oratorio dedicados a San Nicolás se añadieron en el siglo IX, por orden del papa Nicolás I, quien también construyó una residencia papal, pero fueron trasladados en 1085 por las tropas normandas de Roberto Guiscardo.
Fue en Santa Maria in Cosmedin donde se eligió a los papas Gelasio II (quien había sido cardenal diácono del Titulus S. Mariae in Cosmedin), Celestino III, y el antipapa Benedicto XIII (Cardenal diácono de esta iglesia).
Una restauración sustancial se llevó a cabo en 1118-1124 con Alfano, camerarius del papa Calixto II. Después de ser adquirida por los benedictinos y un periodo de decadencia, en 1718 la iglesia fue remozada en estilo barroco, expresado principalmente en una nueva fachada, de Giuseppe Sardi en 1718. Los añadidos barrocos, no obstante, se retiraron en la restauración de 1894-1899 junto con el blasón del papa Clemente XI.
Entre los anteriores titulares diáconos de la iglesia está el cardenal Reginald Pole, el último arzobispo católico de Canterbury.
En esta basílica se venera la cabeza de uno de los Cuatro Santos Coronados.

## Arquitectura
La iglesia atrae a muchos visitantes debido a la Boca de la Verdad, una antigua escultura que se cree que es una tapa de alcantarilla, ubicada en su pórtico; sin embargo, merece la pena visitarse sobre todo por su excepcionalmente bien conservado cierre del coro de la Alta Edad Media y su muy delicado pavimento cosmatesco. Su campanario es el más alto de los de la Edad Media en Roma.
El interior actual tiene una nave central con dos laterales: estos se dividen por medio de cuatro pilastras y dieciocho antiguas columnas. En las paredes laterales se incluyen algunas de las antiguas columnas de la Statio Annonae. Otros fragmentos del antiguo edificio pueden verse en la cripta. Pinturas de los siglos VIII al XII, en tres capas, se conservan en la parte superior de la nave y en el arco triunfal. La Schola cantorum es del siglo XIII, mientras que el altar central es una pieza de granito rojo del año 1123. El candelabro oriental también es del siglo XIII.
La sacristía alberga un precioso fragmento de mosaico del siglo VIII llevado ahí desde la antigua Basílica de San Pedro. De la restauración del siglo XVIII, quedan hoy la Capilla del Crucifijo y el Baptisterio.

## En la literatura
Matilde Asensi: El último catón Plaza & Janés. Los protagonistas deben superar una prueba iniciática en las catacumbas de esta iglesia. Naturalmente, todo es ficticio.